# Gustave Courbet
Jean Désiré Gustave Courbet (francoko [ɡystav kuʁbɛ]; 10. junij 1819 - 31. december 1877)  je bil francoski slikar, ki je vodil umetniško gibanje realizma v francoskem slikarstvu 19. stoletja. Zavezan slikanju le tistega, kar je lahko videl, je zavrnil akademsko konvencijo in romantiko prejšnje generacije likovnih umetnikov. Njegova neodvisnost je bila primer, ki je bil pomemben poznejšim umetnikom, kot so impresionisti in kubisti. Courbet zavzema pomembno mesto v francoskem slikarstvu 19. stoletja kot inovator in kot umetnik, ki je bil pripravljen s svojim delom dati pogumne družbene izjave.
Courbetove slike v poznih 1840-ih in začetku 1850-ih so mu prinesle prvo priznanje. Izzval je s prikazom neidealiziranih kmetov in delavcev, pogosto v velikem obsegu, tradicionalno rezerviranem za slike verskih ali zgodovinskih tem. Courbetove naslednje slike so bile večinoma manj izrazitega političnega značaja: krajine, morske krajine, lovski prizori, akti in tihožitja. Courbet, aktiven socialist, je bil dejaven v političnem razvoju Francije. Zaradi sodelovanja v Pariški komuni je bil leta 1871 šest mesecev zaprt, od leta 1873 do smrti pa je živel v izgnanstvu v Švici.
 Star sem petdeset let in vedno sem živel v svobodi; naj končam svoje življenje svoboden; ko bom mrtev, naj se reče o meni: »Ni pripadal nobeni šoli, nobeni cerkvi, nobeni ustanovi, nobeni akademiji, najmanj pa nobenemu režimu, razen režimu svobode«.

## Življenjepis
Gustave Courbet se je rodil leta 1819 Régisu in Sylvie Oudot Courbet v Ornansu (departma Doubs). Ker so bili uspešna kmečka družina, so v gospodinjstvu prevladovali proti monarhični občutki. (Njegov dedek se je boril v francoski revoluciji.) Courbetove sestre, Zoé, Zélie in Juliette, so bile njegovi prvi modeli za risanje in slikanje. Po selitvi v Pariz se je pogosto vračal domov v Ornans, da bi lovil, ribaril in iskal navdih.
Courbet je odšel v Pariz leta 1839 in delal v studiu Steuben in Hesse. Kot neodvisen duh ga je kmalu zapustil in raje razvil svoj slog, ko je preučeval slike španskih, flamskih in francoskih mojstrov v Louvru in slikal kopije njihovih del.
Njegovi prvi deli sta bili Odaliska, ki jo je navdihnilo pisanje Victorja Hugoja in Lélia, ki ponazarja Georga Sand, vendar je kmalu opustil literarne vplive in je namesto tega svoje slike temeljil na opazovani resničnosti. Med njegovimi slikami zgodnjih 1840-ih je več avtoportretov, romantični v zasnovi, v katerih se je umetnik upodobil v različnih vlogah. Sem spadajo Avtoportret s črnim psom (približno 1842–44, sprejet za razstavo na Pariškem salonu 1844), gledališki Avtoportret, ki je znan tudi kot Obupani človek (c. 1843–45), Ljubimca na podeželju (1844, Musée des Beaux-Arts, Lyon), Kipar (1845), Ranjenec (1844–54, Musée d'Orsay, Pariz), Čelist, avtoportret (1847, Nationalmuseum, Stockholm, prikazan leta 1848 na Salonu) in Človek s pipo (1848–49, Musée Fabre, Montpellier).
Potovanja na Nizozemsko in v Belgijo v letih 1846–47 so okrepila Courbetovo prepričanje, da bi morali slikarji upodabljati življenje okoli sebe, kot so to počeli Rembrandt, Hals in drugi nizozemski mojstri. Do leta 1848 je pridobil podpornike med mlajšimi kritiki, neoromantiki in realisti, zlasti Champfleury. 
Courbet je svoj prvi uspeh na Salonu dosegel leta 1849 s svojo sliko Po večerji v Ornansu. Delo, ki spominja na Chardina in Le Naine, je Courbetu prislužilo zlato medaljo in ga je kupila država. Zlata medalja je pomenila, da njegova dela ne bodo več potrebovala odobritve žirije za razstavo na Salonu - izvzetje je Courbet užival do leta 1857 (ko se je spremenilo pravilo).
V letih 1849–50 je Courbet naslikal Srobilca kamenja (uničena v zavezniškem bombardiranju Dresdna leta 1945), ki ga je Proudhon občudoval kot ikono kmečkega življenja; imenovali so jo »prvo njegovo veliko delo«. Sliko je navdihnil prizor, ki ga je Courbet doživel na cesti. Pozneje je Champfleuryju in pisatelju Francisu Weyju razložil: »Ni pogosto, da se kdo sreča s tako popolnim izrazom revščine in tako sem takrat in tam dobil idejo za sliko. Rekel sem jima, naj prideta v moj atelje naslednje dopoldne«.

## Realizem
Courbetova dela niso pripadala niti prevladujočim romantičnim niti neoklasicističnim šolam. Zgodovinsko slikarstvo, ki ga je Pariški salon cenil kot slikarjev najvišji klic, ga ni zanimalo, saj je menil, da »umetniki enega stoletja [v glavnem] niso sposobni reproducirati vidika preteklega ali prihodnjega stoletja ...«  Namesto tega je trdil, da je edini možen vir žive umetnosti umetnikova lastna izkušnja. On in Jean-François Millet najdeta navdih, ki bo upodobil življenje kmetov in delavcev.
Courbet je naslikal figurativne kompozicije, krajine, morske krajine in tihožitja. S tem ko je v svojem delu reševal družbena vprašanja in slikal teme, ki so veljale za vulgarne, na primer podeželsko meščanstvo, kmete in delovne pogoje revnih, je tvegal sporno mnenje kritikov. Njegovo delo je skupaj z delom Honoréja Daumierja in Jean-Françoisa Milleta postalo znano kot realizem. Za Courbeta realizem ni obravnaval popolnosti linije in oblike, temveč je povzročil spontano in grobo ravnanje z barvo, kar nakazuje umetnikovo neposredno opazovanje, ko je upodabljal nepravilnosti v naravi. Upodobil je grobost v življenju in s tem izzival sodobne akademske ideje o umetnosti.

### Pogreb v Ornansu
Na Salonu 1850–1851 se je znašel kot zmagovalec z Drobilca kamenja, Kmetje iz Flageya na povratku iz trga in Pogreb v Ornansu. Pogreb, eno najpomembnejših Courbetovih del, prikazuje pogreb njegovega starega strica, ki se ga je udeležil septembra 1848. Ljudje, ki so se udeležili pogreba, so bili modeli za sliko. Prej so bili modeli uporabljeni kot akterji v zgodovinskih pripovedih, v Pogrebu pa je Courbet dejal, da je »naslikal same ljudi, ki so bili prisotni na pokopu, vse meščane«. Rezultat je realna predstavitev le-teh in življenja v Ornansu.
Obsežna slika - meri 3,0 x 6,7 metra - je pritegnila tako pohvale kot ostre odzive kritikov in javnosti, deloma zato, ker je razburjala konvencija z upodobitvijo prozaičnega obredja v merilu, ki je bilo do tedaj  rezervirano za verske ali kraljevske vsebine.
Po besedah umetnostne zgodovinarke Sarah Faunce: »V Parizu je bil Pogreb ocenjen kot delo, ki se je vrinilo v veliko tradicijo zgodovinskega slikanja, kot domišljavost v umazanih škornjih, ki je strmoglavila gosposko zabavo in glede na to tradicijo je bilo seveda videti, da to hoče«. Na sliki manjka sentimentalne retorike, ki je bila pričakovana v žanrskem delu: Courbetovi žalovalci ne kažejo gledaliških potez žalosti, njihovi obrazi so bili videti bolj karikirani kot oplemeniteni. Kritiki so Courbetu očitali namerno zasledovanje grdote.
Sčasoma se je javnost bolj zanimala za nov realistični pristop in razkošna, dekadentna fantazija romantizma je izgubila na popularnosti. Umetnik je dobro razumel pomen slike. Courbet je o tem dejal: »Pogreb pri Ornansu je bil v resnici pokop romantike«.
Courbet je postal zvezdnik, o njem so govorili kot o geniju, 'strašen socialist' in 'divjak'. Aktivno je spodbujal, da ga je javnost dojemala kot neobdelanega kmeta, njegova ambicija, drzne izjave do novinarjev in vztrajanje pri upodabljanju lastnega življenja v svoji umetnosti pa so mu dali sloves  nebrzdane nečimrnosti.
Courbet je svoje ideje realizma v umetnosti povezal s političnim anarhizmom in si, ko je pridobil občinstvo, promoviral demokratične in socialistične ideje s pisanjem politično motiviranih esejev in disertacij. Njegov znan izgled je bil predmet pogoste karikature v priljubljenem francoskem tisku. [20]
Leta 1850 je Courbet prijatelju pisal:
... v naši tako zelo civilizirani družbi je potrebno, da živim divjaka. Ne morem biti svoboden niti vladajoč. Ljudje imajo moje simpatije, nagovarjati se moram neposredno nanje.
V 1850-ih je Courbet slikal številna figurativna dela, pri čemer je za objekte uporabljali običajne ljudi in prijatelje, kot na slikah Vapke dame (1852), Rokoborca (1853), Kopalke (1853), Speča predica (1853) in Sejalki žita (1854).

### Slikarjev atelje
Leta 1855 je Courbet na Exposition Universelle predložil štirinajst slik. Tri so bile zavrnjene zaradi pomanjkanja prostora, med njimi Pogreb pri Ornansu in njegovo drugo monumentalno platno Slikarjev atelje. Ker Courbet noče zavrnitve, je stvari vzel v svoje roke. V svoji galeriji z naslovom Paviljon realizma (Pavillon du Réalisme), ki je bila začasna zgradba in jo je postavil na sosednjih vratih uradnega Salona, je predstavil štirideset svojih slik, vključno s Slikarjevim ateljejem.
Delo je alegorija Courbetovega življenja kot slikarja, ki je videti kot junaški podvig, v katerem je on obkrožen s prijatelji in občudovalci na desni ter izzivalci in nasprotniki na levi. Prijatelji na desni so umetnostni kritiki Champfleury in Charles Baudelaire ter zbiratelj umetnosti Alfred Bruyas. Na levi strani so figure (duhovnik, prostitutka, kopač grobov, trgovec in drugi), ki predstavljajo tisto, kar je Courbet v pismu Champfleuryju opisal kot »drugi svet trivialnega življenja, ljudje, beda, revščina, bogastvo, izkoriščani in izkoriščevalci , ljudje, ki živijo od smrti«.
V ospredju na levi strani je moški s psi, ki v Courbetovem pismu Champfleuryju ni omenjen. Rentgenski žarki so pokazali, da je bil naslikan pozneje, vendar je njegova vloga na sliki pomembna: on je alegorija takratnega francoskega cesarja Napoleona III., ki se ga prepozna po njegovih znanih lovskih psih in ikoničnih zavitih brkih. Ker ga postavi na levo, Courbet javno izkaže svoj prezir do cesarja in ga prikazuje kot zločinca, kar kaže, da je njegovo 'lastništvo' nad Francijo nezakonito.
Čeprav so bili umetniki, kakršen je bil Eugène Delacroix, goreči zagovorniki njegovega truda, je javnost šla na predstavo večinoma iz radovednosti in se norčevala. Udeležba in prodaja sta bili razočaranje, vendar je postal Courbetov status junaka francoske avantgarde zagotovljen. Občudoval ga je Američan James Abbott McNeill Whistler in je postal navdih mlajši generaciji francoskih umetnikov, vključno z Édouardom Manetom in slikarji impresionisti. Slikarjev atelje so Delacroix, Baudelaire in Champfleury prepoznali kot mojstrovino, če ne celo javnost.

### Realistični manifest
Courbet je za uvod v katalog te neodvisne osebne razstave napisal Realistični manifest, ki je odmeval v tonu političnih manifestov tega obdobja. V njem si kot umetnik zatrjuje svoj cilj »prevesti običaje, ideje, videz moje epohe po moji lastni oceni«.
Naslov Realist me je spodbudil tako, kot je bil naslovljen romantični moški iz leta 1830. Naslovi nikoli niso dali resnične predstave o stvareh: če bi bilo drugače, bi bila dela nepotrebna.
Ne da bi se širil na večjo ali manjšo natančnost imena, ki ga nihče, upam, ne morem pričakovati, da ga bo razumel, se bom omejil na nekaj besed razjasnitve, da bi zmanjšal nesporazume.
Preučeval sem umetnost starodavnih in umetnost modernih, izogibam se kakršnemu koli vnaprej zasnovanemu sistemu in brez predsodkov. Ne želim več posnemati enega, kot drugega kopirati; poleg tega pa tudi nisem nameraval doseči trivialnega cilja "umetnost zaradi umetnosti". Ne! Preprosto sem želel iz popolnega poznavanja tradicije izluščiti utemeljeno in neodvisno zavest lastne individualnosti.

To je bila moja ideja. Biti sposoben prevajati običaje, ideje, videz svojega časa, po moji lastni oceni; biti ne samo slikar, ampak tudi človek; skratka ustvariti živo umetnost - to je moj cilj— Gustave Courbet, 1855.

## Zloglasnost
Na Salonu leta 1857 je Courbet razstavil šest slik. Sem spada slika Mlade dame na obalah Sene (poletje), ki upodablja dve prostitutki pod drevesom, pa tudi prva od številnih lovskih prizorov, ki jih je Courbet naslikal do konca svojega življenja: Košuta v zalivu v snegu in Kamnolom.
Mlade dame na obalah Sene, naslikane leta 1856, so izzvale škandal. Umetniški kritiki, navajeni običajnih, brezčasnih golih žensk v krajinah, so bili šokirani s Courbetovo upodobitvijo sodobnih žensk, ki ležerno kažejo spodnje perilo.
Z razstavljanjem senzacionalnih del skupaj z lovskimi prizori, takšnih, ki so angleškemu slikarju Edwinu Landseerju prinesli priljubljen uspeh, je Courbet zagotovil »tako razvitost kot prodajo«. V 1860-ih je Courbet naslikal vrsto vse bolj erotičnih del, kot je Femme nue couchée (Gola ležeča ženska).
To se je končalo v sliki  Izvor sveta (L'Origine du monde) (1866), ki prikazuje ženske genitalije in je bila javno razstavljena šele leta 1988 in Spanje (1866) z dvema ženskama v postelji. Slednja slika je postala predmet policijskega poročila, ko jo je leta 1872 razstavil trgovec s slikami.
Do približno leta 1861 je imel Napoléonov režim avtoritarne značilnosti, s tiskovno cenzuro je preprečil širjenje opozicije, manipuliral z volitvami in odvzel parlamentu pravico do svobodne razprave ali kakršne koli dejanske moči. V 1860-ih pa je Napoléon III. naredil več popustov, da bi umiril svoje liberalne nasprotnike. Ta sprememba se je začela z omogočanjem brezplačnih razprav v Parlamentu in javnih poročil o parlamentarnih razpravah. Tudi tiskarska cenzura je popustila in kulminirala z imenovanjem liberalca Émila Ollivierja, prej voditelja opozicije proti Napoléonovemu režimu, za dejanskega premierja leta 1870. V znak pomiritve liberalcev, ki so občudovali Courbeta, ga je leta 1870 Napoleona III. nominiral za Legijo časti. Njegova zavrnitev je razjezila tiste, ki so bili na oblasti, vendar ga je izjemno priljubila med tistimi, ki so nasprotovali vladajočemu režimu.
- Femme nue couchée, 1862
- Le Sommeil (Spanec), 1866, Petit Palais, Musée des Beaux-Arts de la Ville de Paris
- Mlada kopalka, 1866
- L'Origine du monde (Izvor sveta), 1866, Musée d'Orsay, Pariz

## Courbet in Pariška komuna
Courbet je 4. septembra 1870 med francosko-prusko vojno predlagal nekaj, zaradi česar so ga kasneje preganjali. Napisal je pismo vladi za narodno obrambo, v katerem je predlagal, da se steber na Place Vendôme, ki ga je v čast zmagam francoske vojske postavil Napoleon I., zruši. Napisal je:
 »Kolikor je steber Vendôme spomenik, ki je brez vsake umetniške vrednosti in s svojim izrazom utrjuje idej o vojni in osvajanju pretekle cesarske dinastije, ki jih obžalujejo občutki republikanskega naroda, državljan Courbet izraža željo da mu vlada nacionalne obrambe dovoli, da razstavi ta steber.«
Courbet je predlagal, da bi steber prestavili na primernejši kraj, kot je Hotel des Invalides, vojaška bolnišnica. Napisal je tudi odprto pismo, naslovljeno na nemško vojsko in nemške umetnike, v katerem predlaga, da se nemški in francoski topovi raztopijo ter postavi nov spomenik na Place Vendôme, posvečen federaciji Nemcev in Francozov. Vlada za nacionalno obrambo ni storila ničesar glede njegovega predloga, da bi podrla steber, vendar ni bilo pozabljeno.
Po francoskem porazu v francosko-pruski vojni je 18. marca v mestu na kratko prevzela oblast revolucionarna vlada, imenovana Pariška komuna. Courbet je igral aktivno vlogo in organiziral federacijo umetnikov, ki je 5. aprila v Velikem amfiteatru Medicinske šole organizirala svoje prvo srečanje. Udeležilo se ga je približno tristo do štiristo slikarjev, kiparjev, arhitektov in dekoraterjev. Na seznamu članov je bilo nekaj znanih imen, med njimi André Gill, Honoré Daumier, Jean-Baptiste-Camille Corot, Eugène Pottier, Jules Dalou in Eduard Manet. Manet ni bil v Parizu v času Komune in se ga ni udeležil, Corot, ki je bil star sedemintrideset let, pa je v času Komune ostal v podeželski hiši in v svojem studiu, in se ni udeležil političnih dogodkov.
Courbet je vodil sejo in predlagal, da se Louvre in muzej Luksemburške palače, dva glavna pariška muzeja umetnosti, zaprta med vstajo, čim prej odpreta in da se tradicionalna letna razstava, imenovana Salon, odvija kot v preteklih letih, vendar z radikalnimi razlikami. Predlagal je, naj se v Salon ne vmeša nobena vlada ali nagradi najljubše umetnike; medalj ali vladnih komisij ne bi bilo. Poleg tega je pozval k ukinitvi najbolj znanih državnih institucij francoske umetnosti; Ecole des Beaux-Arts, Rimske šole, Atenske šole in odsek za likovno umetnost Francoskega inštituta.
12. aprila je Izvršni odbor občine podelil Courbetu, čeprav še ni bil uradno član Komune, nalogo o odprtju muzejev in organizacijo Salona. Na isti seji so izdali naslednji odlok: »Steber Place Vendôme bo porušen«. 16. aprila so bile organizirane posebne volitve, ki so nadomestile bolj zmerne člane Komune, ki so odstopili svoja mesta in Courbet je bil izvoljen za delegata 6. okrožja. Dobil je naziv delegat za likovno umetnost, 21. aprila pa je postal tudi član Komisije za izobraževanje. Na sestanku Komisije 27. aprila je zapisnik poročal, da je Courbet zahteval izvedbo rušenja stebra Vendôme in da ga bo 18. marca nadomestil alegorični lik, ki predstavlja prevzem oblasti Komune.
Kljub temu je bil Courbet po naravi disident, zato je bil kmalu v sporu z večino članov Komune glede nekaterih njegovih ukrepov. Bil je eden izmed poslancev manjše občine, ki so nasprotovali ustanovitvi odbora za javno varnost po vzoru istoimenskega odbora, ki je med francosko revolucijo izvajal vladavino terorizma.
Courbet je Komuni nasprotoval še v eni resnejši zadevi; aretaciji njegovega prijatelja Gustava Chaudeyja, uglednega socialista, sodnika in novinarja, katerega portret je Courbet naslikal. Priljubljeni časopis Komune Le Père Duchesne je obtožil Chaudeyja, ko je kot župan 9. okrožja pred ustanovitvijo Komune, ukazal vojakom, da streljajo na množico, ki je obkrožala Hotel de Ville. Courbetovemu nasprotovanju ni bilo koristi; 23. maja 1871, v zadnjih dneh Komune, je Chaudeyja ustrelil občinski strelski odred. Po nekaterih virih je Courbet v znak protesta izstopil iz Komune.
13. maja je bila na predlog Courbeta porušena pariška hiša Adolpha Thiersa, izvršnega direktorja francoske vlade, njegova umetniška zbirka pa zasežena. Courbet je predlagal, da se zaplenjene umetnine dodeli Louvru in drugim muzejem, vendar ga je direktor Louvra zavrnil. 16. maja, le devet dni pred padcem Komune, je bila na veliki slovesnosti z vojdko in fotografi steber Vendôme razstavljen in razrezan na koščke. Nekatere priče so povedale, da je bil Courbet tam, drugi pa so to zanikali. Naslednji dan je zveza umetnikov razpravljala o razrešitvi direktorjev Louvra in Luksemburških muzejev, ki so jih nekateri v Komuni sumili, da imajo tajne stike s francosko vlado in imenovala nove vodje muzejev.
Po eni legendi je Courbet branil Louvre in druge muzeje pred 'ropanjem mafij', vendar o takih napadih na muzeje ni zapisov. Edina resnična grožnja Louvru je prišla med Krvavim tednom, 21. in 28. maja 1871, ko je enota Komunarjev, ki jo je vodil general Jules Bergeret, zažgala Tuilerijsko palačo poleg Louvra. Požar se je razširil do knjižnice Louvra, ki je bila popolnoma uničena, vendar so prizadevanja muzejskih kustosov in gasilcev rešili umetniško galerijo.
Po končnem zatrtju Komune s strani francoske vojske 28. maja se je Courbet skril v stanovanja različnih prijateljev. Aretirali so ga 7. junija. Na sojenju pred vojaškim sodiščem 14. avgusta je Courbet trdil, da se je Komuni pridružil le zato, da bi jo pomiril in da je hotel premakniti steber Vendôme, ne da bi ga uničil. Povedal je, da je le kratek čas pripadal Komuni in se je redko udeležil njenih sej. Bil je obsojen, vendar mu je bila izrečena milejša kazen kot drugim voditeljem Komune; šest mesecev zapora in globo petsto frankov. Del kazni je odslužil v pariškem zaporu Saint-Pelagie, dovolili so mu slikarsko stojalo in slikanje, a zanj ni mogel dobiti modelov. Naredil je znano serijo slik tihožitij cvetja in sadja.

## Izgnanstvo in smrt
Courbet je svojo zaporno kazen zaključil 2. marca 1872, vendar njegovih težav zaradi uničenja stebra Vendôme še vedno ni bilo konec. Leta 1873 je novoizvoljeni predsednik republike Patrice Mac-Mahon napovedal načrte za obnovo stebra, stroške pa naj bi plačal Courbet. Ker Courbet tega ni mogel plačati, je šel v samostojno izgnanstvo v Švico, da bi se izognil bankrotu. V naslednjih letih je sodeloval na švicarskih regionalnih in državnih razstavah. Pod nadzorom Švicarske obveščevalne službe, je v malem švicarskem svetu umetnosti užival ob slovesu vodje 'realistične šole' in navdihoval mlajše umetnike, kot sta Auguste Baud-Bovy in Ferdinand Hodler.
Pomembna dela iz tega obdobja je več slik postrvi, »ujete in krvaveče iz škrg«, ki so jih razlagali kot alegorične avtoportrete izgnanega umetnika. V zadnjih letih je Courbet slikal krajine, vključno z več prizori vode, ki skrivnostno izvira iz zemeljskih globin v gorah Jure na meji Francije in Švice. Courbet se je med izgnanstvom ukvarjal tudi s kiparstvom. Pred tem je v začetku 1860-ih izdelal nekaj skulptur, od katerih je eno – Ribič Chavots (1862) - podaril Ornansu za javni vodnjak, vendar so ga po Courbetovi aretaciji odstranili.
4. maja 1877 so Courbetu povedali ocenjene stroške obnove stebra Vendôme; 323.091 frankov in 68 centimov. Dobil je možnost plačila globe v letnih obrokih 10.000 frankov v naslednjih 33 letih, do svojega 91. rojstnega dne. 31. decembra 1877, dan pred zapadlostjo prvega obroka, je umrl, star 58 let, v La Tour-de-Peilz v Švici, za cirozo jeter, ki jo je poslabšalo močno pitje.

## Galerija
- Avtoportreti
- Avtoportret s črnim psom, 1842
- Avtoportret, 1842
- Čelist, avtoportret, 1847

- Portreti
- Portret Paula Ansouta, c. 1842–43
- Portret H. J. van Wisselingha, 1846
- Zélie Courbet, 1847
- Portret Baudelaira, 1848
- Proudhon in njegovi otroci, 1865
- Španka, 1854

- Krajine
- Klifi v Etretatu, po nevihti, 1870
- Valovi, 1870
- Obala v Normandiji, 1867
- Pont Ambroix Languedoc, 1857
- Potok v Juri (Hudournik), 1872–73, Honolulu Museum of Art
- Učinek snega, c. 1860s
- Mirno morje, 1869, Metropolitan Museum of Art
- Sarazinova jama blizu Nans-sous-Sainte-Anne, c. 1875
- Grad Chillon, 1874

- Akti
- Gola ženska s psom (Femme nue au chien), c. 1861–62, Musée d'Orsay, Pariz
- La Font (Izvir), 1862, Metropolitan Museum of Art
- Les Bas Blancs, (Ženska z belo nogavico), 1864, Barnes Foundation
- Ženska s papigo, 1866, Metropolitan Museum of Art, New York
- Ženska v valovih, 1868, Metropolitan Museum of Art, New York
- Izvir, 1868, Musée d'Orsay

- Drugo
- Viseča mreža, 1844
- Kipar, 1845
- 'Po večerji v Ornansu, 1849
- Drobilca kamenja, 1849
- Kmetje iz Flageya na povratku iz trga, 1850, Musée des Beaux-Arts et d'archéologie de Besançon
- Srečanje ("Bonjour, Monsieur Courbet"), 1854, Musée Fabre, Montpellier
- Sejalki pšenice (Les Cribleuses de blé), 1854
- Latnik, 1862, Toledo Museum of Art, Toledo, Ohio
- Lisica v snegu, 1860, Dallas Museum of Art
- Dekle z galebi, 1865
- Ribiški čoln, 1865, Metropolitan Museum of Art
- Hrta grofa de Choiseul, 1866
- Ubijanje jelena, 1867, Musée des Beaux-Arts et d'archéologie de Besançon
- Rokoborca, 1853, Museum of Fine Arts, Budimpešta

## Zapuščina
Courbeta so občudovali številni mlajši umetniki. Claude Monetg je v svoji različici Le Déjeuner sur l'herbe (Zajtrk na travi iz let 1865–1866 (Musée d'Orsay, Pariz) vključil Courbetov portret. Courbetov poseben realizem je vplival na to, da so ga spremljali številni umetniki, med njimi nemški slikar Wilhelm Leibl, James McNeill Whistler in Paul Cézanne. Courbetov vpliv lahko vidimo tudi v delu Edwarda Hopperja, katerega Most v Parizu (1906) in Približevanje mestu (1946) sta bila opisana kot freudovski odmevi Courbetovega Izvor Loue (1864) in Izvor sveta. Njegovi učenci so bili Henri Fantin-Latour, Hector Hanoteau in Olaf Isaachsen.

## Courbet in kubizem
Dva umetnika 19. stoletja sta pripravila pot za pojav kubizma v 20. stoletju: Courbet in Cézanne.  Cézannovi prispevki so dobro znani. Pomembnost Courbeta je napovedal Guillaume Apollinaire, pesniški tiskovni predstavnik kubistov. Med pisanjem v Les Peintres Cubistes, Méditations Esthétiques (1913) je izjavil, »Courbet je oče novih slikarjev«. Jean Metzinger in Albert Gleises sta Courbeta pogosto predstavljala kot očeta celotne moderne umetnosti.
Oba umetnika sta si prizadevala preseči običajne metode upodabljanja narave; Cézanne z dialektično metodo razkriva proces videnja, Courbet po svojem materializmu. Kubisti so ta dva pristopa združili v razvoju revolucije v umetnosti.
Na formalni ravni je Courbet želel predstaviti fizične lastnosti tega kar slika, gostoto, težo in teksturo. Likovni kritik John Berger je dejal: »Noben slikar pred Courbetom še nikoli ni mogel tako brezkompromisno poudariti gostote in teže tega, kar je slikal«. Ta poudarek na materialni resničnosti je svoje subjekte obdaril z dostojanstvom. Berger je opazil, da so se kubistični slikarji »zelo trudili, da bi ugotovili fizično prisotnost tega, kar predstavljajo. In v tem so Courbetovi dediči«.